# Eurytoma profunda
Eurytoma profunda är en stekelart som beskrevs av Bugbee 1967. Eurytoma profunda ingår i släktet Eurytoma och familjen kragglanssteklar. Inga underarter finns listade i Catalogue of Life.